# Fichier objet
Ne doit pas être confondu avec Programmation orientée objet.
En informatique plus précisément en développement logiciel, un fichier objet est un fichier intermédiaire intervenant dans le processus de compilation.
Un fichier assembleur est assemblé en un fichier objet lors du processus d'assemblage : Un fichier objet n'est autre que le produit obtenu à la sortie de ce processus.
Un fichier objet est lié à d'autres fichiers lors du processus d'édition des liens pour obtenir un exécutable. Le fichier objet est donc la matière première nécessaire à l'édition des liens. 
Ce fichier contient du code machine, ainsi que d'autres informations :
- nécessaires à l'édition de liens (symboles) ;
- nécessaires lors de la phase de déboguage.

La plupart des compilateurs donnent à ces fichiers le suffixe '.o' (comme GCC) et d'autres '.obj' (comme le compilateur de Microsoft vendu dans le produit Visual C++).